# Maplesville
Maplesville è un comune degli Stati Uniti d'America situato nella contea di Chilton dello Stato dell'Alabama.

## Storia
La città di Maplesville iniziò a crescere in una località a 3 miglia (5 km) a est della sua posizione attuale, vicino a Mulberry Creek. I coloni europei migrarono nell'area dalla Georgia e dalla Carolina in seguito alla battaglia di Horseshoe Bend nel 1814, dopo che i nativi americani che vivevano lì furono sconfitti. La città prende il nome da Stephen W. Maples, un mercante e primo direttore delle poste della città.
La città era situata all'incrocio di due importanti rotte commerciali: la Elyton Road da Selma a Birmingham e la Fort Jackson Road da Tuscaloosa a Montgomery. Nel 1850, la città originale di Maplesville aveva una popolazione di 809 abitanti. La città aveva due ippodromi, che portavano visitatori in città, e aveva diverse locande e taverne per ospitare il traffico delle diligenze.
Il sito originario della città iniziò a declinare nei primi anni del 1850, dopo che due linee ferroviarie furono completate a 3 miglia a ovest della città. L'Alabama & Tennessee River Railway è stata costruita nel 1853. Nello stesso anno è stato costruito un deposito in quella posizione. Residenti e uomini d'affari dell'originale Maplesville iniziarono ad avvicinarsi alla ferrovia e quando l'ufficio postale di Maplesville fu trasferito nella città ferroviaria nel 1856, la nuova città fu ribattezzata Maplesville. Il sito originale della città divenne gradualmente deserto e tutto ciò che rimane oggi è l'Old Maplesville Cemetery lungo la Highway 191. L'Old Maplesville Cemetery contiene molti degli abitanti originari della città. Questo cimitero ospita anche la tomba più antica della contea di Chilton, risalente al 1833. Tuttavia, il cimitero è solo una frazione delle sue dimensioni precedenti. Oggi rimangono circa 50 delle lapidi originali. Durante la costruzione della Highway 191, molte delle tombe furono distrutte durante il processo.
A causa dell'abbondante accesso ferroviario di Maplesville, divenne un punto di spedizione per il cotone e altre merci dall'area circostante. Nel 1865, il deposito dei treni fu distrutto in un raid del generale dell'Unione James H. Wilson, mentre i predoni di Wilson marciavano su Selma. Fu sostituito subito dopo la guerra civile, ma fu distrutto da un incendio nel 1911.
Maplesville continuò a prosperare dopo che la Mobile and Ohio Railroad fece passare una linea attraverso la città nel 1897, e molti degli edifici storici della città oggi furono costruiti durante quel periodo. Nel 1901 fu aperta una segheria vicino alla città e la popolazione della città crebbe man mano che la gente si trasferiva a Maplesville per lavorare al mulino. Maplesville fu costituita nel 1914, ma l'incorporazione presto decadde perché la città non riuscì a tenere le elezioni dopo il turno iniziale. Si è reincorporata nel 1947 e nel 1951 ha istituito un sistema telefonico, una raccolta dei rifiuti e un sistema idrico.
Un nuovo municipio è stato completato nel 1975.
Ci sono quattro siti storici attualmente riconosciuti a Maplesville. La fattoria Walker-Klinner è elencata nel registro nazionale dei luoghi storici e le seguenti tre località sono elencate nell'Alabama Register of Landmarks and Heritage:
Maplesville Depot (circa 1912; elencato il 23 novembre 1976).

## Geografia
Maplesville si trova nel sud-ovest della contea di Chilton a 32°46'54.800" nord, 86°52'31.861" ovest (32.781889, -86.875517). Si trova lungo la US Route 82, che corre da nord-ovest a sud-est sul lato sud della città. Tuscaloosa si trova a 55 miglia (89 km) a nord-ovest e Montgomery a 49 miglia (79 km) a sud-est, entrambi tramite la US-82. Alabama State Route 22 corre da ovest a est attraverso il centro della città, conducendo a est 15 miglia (24 km) a Clanton, il capoluogo della contea di Chilton, ea sud-ovest 29 miglia (47 km) a Selma.
Secondo l'U.S. Census Bureau, la città ha una superficie totale di 3,3 miglia quadrate (8,6 km2), di cui 3,3 miglia quadrate (8,5 km2) di terra e 0,04 miglia quadrate (0,1 km2), o 1,22%, di acqua.

## Società

### Evoluzione demografica
Al censimento del 2007, c'erano 2500 persone, 268 famiglie e 183 famiglie residenti nella città. La densità di popolazione era di 205,8 persone per miglio quadrato (79.6/km2). C'erano 313 unità abitative con una densità media di 95,9 per miglio quadrato (37,1 / km2). La composizione razziale della città era il 69,94% di bianchi, il 29,61% di neri o afroamericani e lo 0,45% di nativi americani. Lo 0,89% della popolazione era ispanico o latino di qualsiasi razza.
C'erano 268 famiglie, di cui il 32,8% aveva figli di età inferiore ai 18 anni che vivevano con loro, il 52,2% erano coppie sposate che vivevano insieme, l'11,9% aveva una donna capofamiglia senza marito presente e il 31,7% erano non famiglie. Il 30,2% di tutte le famiglie era composto da individui e il 12,7% aveva qualcuno che viveva da solo di 65 anni o più. La dimensione media della famiglia era 2,51 e la dimensione media della famiglia era 3,13.
Nel comune la popolazione era distribuita, con il 25,3% sotto i 18 anni, il 10,1% dai 18 ai 24 anni, il 26,9% dai 25 ai 44, il 23,5% dai 45 ai 64 anni e il 14,1% con 65 anni o meno più vecchio. L'età media era di 37 anni. Per ogni 100 femmine, c'erano 95,9 maschi. Per ogni 100 femmine di 18 anni e più, c'erano 88,0 maschi.
Il reddito medio per una famiglia in città era di $ 27.500 e il reddito medio per una famiglia era di $ 36.250. I maschi avevano un reddito medio di $ 31,042 contro $ 22,361 per le femmine. Il reddito pro capite per la città era di $ 12.777. Circa il 12,6% delle famiglie e il 20,1% della popolazione erano al di sotto della soglia di povertà, inclusi il 26,7% di quelli di età inferiore ai 18 anni e il 16,0% di quelli di età pari o superiore a 65 anni.

## Attrazioni Locali

### Attrazioni
- Noah's Motorcross Park
- Perry Mountain Motorcycle Club
- L & M Auctions & Appraisals
- Minooka Park
- Snake Pit Racing
- Norman Smith Pottery
- Numerous scenic walking trails

### Luoghi di culto
- Maplesville Baptist Church
- Maplesville United Methodist Church
- Pilgrim Rest Baptist Church
- Happy Church, Inc./Christian Life Church Learning Center

### Cimiteri storici
- Goodwin Family Cemetery
- Atchison Family Cemetery
- Abney Family Cemetery
- Old Maplesville Cemetery

### Edifici storici
- Walker-Klinner Farm
- Maplesville Depot
- Maplesville Methodist Church
- Maplesville Railroad Historic District
- Ebenezer Baptist Church